# Грузія на зимових Олімпійських іграх 1994
Зимові Олімпійські ігри 1994 року в Ліллехаммері стали першими, в яких грузинські спортсмени брали участь під прапором незалежної Грузії. Прапороносцем на церемонії відкриття Олімпіади стала гірськолижник Зураб Джинджишвілі. 5 олімпійців (всі чоловіки) змагалися в 3 видах спорту  (гірськолижний спорт, фігурне катання, стрибки з трампліна), однак медалей не вибороли.

## Учасники
| Вид спорту          | Чоловіки | Жінки | Всього |
| ------------------- | -------- | ----- | ------ |
| Гірськолижний спорт | 2        | 0     | 2      |
| Санний спорт        | 2        | 0     | 2      |
| Стрибки з трампліна | 1        | 0     | 1      |
| Усього              | 5        | 0     | 5      |

## Гірськолижний спорт
| Спортсмен          | Дисципліна                 | Фінал        | Фінал   | Фінал        | Фінал | Фінал |
| Спортсмен          | Дисципліна                 | Спуск 1      | Спуск 2 | Разом        | Місце |       |
| ------------------ | -------------------------- | ------------ | ------- | ------------ | ----- | ----- |
| Зураб Джинджишвілі | швидкісний спуск, чоловіки |              |         | 1:53.27      | 47    |       |
| Леван Абрамішвілі  | слалом, чоловіки           | не фінішував | –       | не фінішував | –     |       |

Комбінація, чоловіки
| Спортсмен          | Слалом  | Слалом       | Швидкісний спуск | Разом         | Разом        |
| Спортсмен          | Час 1   | Час 2        | Час              | Загальний час | Місце        |
| ------------------ | ------- | ------------ | ---------------- | ------------- | ------------ |
| Зураб Джинджишвілі | 1:42.44 | не фінішував | —                | не фінішував  | не фінішував |

## Санний спорт
| Спортсмен                        | Дисципліна       | Фінал   | Фінал   | Фінал   | Фінал   | Фінал    | Фінал |
| Спортсмен                        | Дисципліна       | Спуск 1 | Спуск 2 | Спуск 3 | Спуск 4 | Разом    | Місце |
| -------------------------------- | ---------------- | ------- | ------- | ------- | ------- | -------- | ----- |
| Леван Тібілов Каха Вахтангішвілі | двійки, чоловіки | 49.880  | 49.504  |         |         | 1:39.384 | 17    |

## Стрибки з трампліна
| Спортсмен    | Дисципліна                | Кваліфікація | Кваліфікація | Фінал | Фінал | Фінал |
| Спортсмен    | Дисципліна                | Бали         | Місце        | Бали  | Разом | Місце |
| ------------ | ------------------------- | ------------ | ------------ | ----- | ----- | ----- |
| Каха Цакадзе | великий трамплін, 120 м   | 28.5         | 52           | 34.4  | 62.9  | 55    |
| Каха Цакадзе | нормальний трамплін, 90 м | 83.5         | 53           | 73.0  | 156.5 | 50    |